# Jon Sim
Jonathan „Jon“ Sim (* 29. September 1977 in New Glasgow, Nova Scotia) ist ein ehemaliger kanadischer Eishockeyspieler, der im Verlauf seiner aktiven Karriere zwischen 1994 und 2014 unter anderem 484 Spiele für die Dallas Stars, Nashville Predators, Los Angeles Kings, Pittsburgh Penguins, Philadelphia Flyers, Florida Panthers, Atlanta Thrashers und New York Islanders in der National Hockey League auf der Position des linken Flügelstürmers bestritten hat. Seinen größten Karriereerfolg feierte Sim in Diensten der Dallas Stars mit dem Gewinn des Stanley Cups im Jahr 1999. Darüber hinaus gewann er im Jahr 2005 mit den Philadelphia Phantoms den Calder Cup der American Hockey League, in der er weitere 268 Profieinsätze absolvierte.

## Karriere

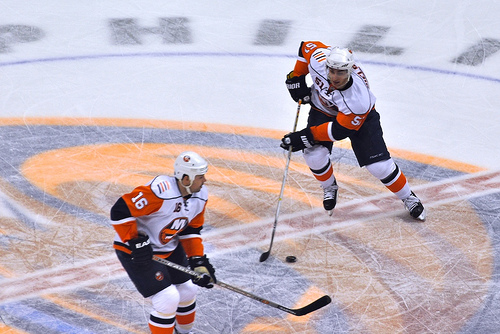
Sim (links) und Teamkollege Frans Nielsen

Jon Sim begann seine Karriere als Eishockeyspieler bei den Sarnia Sting, für die er von 1994 bis 1998 in der Ontario Hockey League aktiv war. In dieser Zeit wurde er im NHL Entry Draft 1996 in der dritten Runde als insgesamt 70. Spieler von den Dallas Stars ausgewählt. Für Dallas spielte der Stürmer zwischen 1998 und 2003 insgesamt viereinhalb Jahre lang in der National Hockey League und gewann mit ihnen 1999 den Stanley Cup. Im Februar 2003 wurde der Kanadier im Tausch für Andrew Berenzweig zu den Nashville Predators transferiert, für die er allerdings nur vier Spiele bestritt, bevor er von den Los Angeles Kings unter Vertrag genommen wurde.
Kurz vor Ende der Trade Deadline im März 2004 verpflichteten die Pittsburgh Penguins den Angreifer, der bis Saisonende für die Penguins spielte. Vor der Saison 2004/05 wechselte Sim zu den Phoenix Coyotes. Da die Spielzeit jedoch aufgrund des Lockouts ausfiel, spielte er zunächst für das Farmteam der Coyotes aus der American Hockey League, die Utah Grizzlies, ehe er im Laufe der Saison an deren Ligarivalen, die Philadelphia Phantoms abgegeben wurde, mit denen er daraufhin den Calder Cup gewann.
Nach einer Spielzeit bei den Philadelphia Flyers und den Florida Panthers, sowie einem Jahr bei den Atlanta Thrashers, unterschrieb Sim im Sommer 2007 einen Vertrag bei den New York Islanders. Für dies Islanders lief Sim bis zum Jahresanfang 2011 auf.
Im Januar 2011 wurde Sim von Fribourg-Gottéron aus der National League A bis zum Saisonende 2010/11 verpflichtet und absolvierte zehn Partien für den Club. Im August 2011 wurde der Kanadier vom HC Pardubice aus der tschechischen Extraliga unter Vertrag genommen, jedoch im Saisonverlauf an den Ligakonkurrenten HC Slavia Prag ausgeliehen. Ab 18. Januar 2012 stand er bis zum Saisonende bei den Eisbären Berlin in der Deutschen Eishockey Liga unter Vertrag und errang gleich in seinem ersten Jahr in Berlin die Deutsche Eishockeymeisterschaft.
Nach dem Titelgewinn kehrte der Stürmer nach Nordamerika zurück und verbrachte seine beiden letzten Profispielzeiten in der AHL. Die Spielzeit 2012/13 absolvierte er bei den San Antonio Rampage und Adirondack Phantoms. Für die Spielzeit 2013/14 kehrte er zu den Bridgeport Sound Tigers zurück, wo er seine Karriere im Sommer 2014 im Alter von 36 Jahren beendete.

## Erfolge und Auszeichnungen
| - 1998 OHL Second All-Star Team - 1999 Stanley-Cup-Gewinn mit den Dallas Stars - 2003 Teilnahme am AHL All-Star Classic | - 2003 AHL All-Star Classic MVP - 2005 Calder-Cup-Gewinn mit den Philadelphia Phantoms - 2012 Deutscher Meister mit den Eisbären Berlin |

## Karrierestatistik

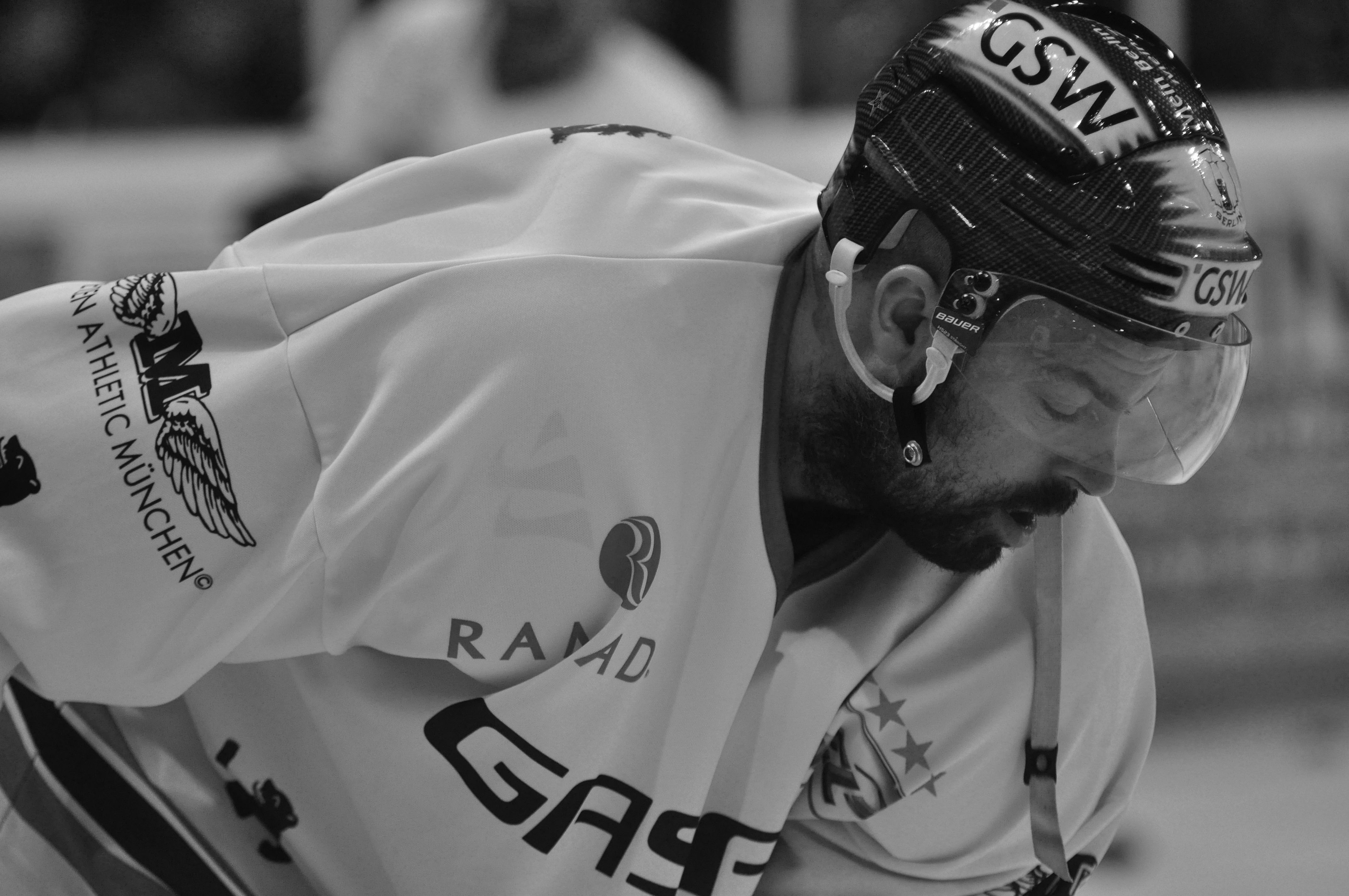
Sim im Trikot der Eisbären Berlin

(Legende zur Spielerstatistik: Sp oder GP = absolvierte Spiele; T oder G = erzielte Tore; V oder A = erzielte Assists; Pkt oder Pts = erzielte Scorerpunkte; SM oder PIM = erhaltene Strafminuten; +/− = Plus/Minus-Bilanz; PP = erzielte Überzahltore; SH = erzielte Unterzahltore; GW = erzielte Siegtore; 1 Play-downs/Relegation; Kursiv: Statistik nicht vollständig)